# Noble (Oklahoma)
Pour les articles homonymes, voir Noble (homonymie).
La ville américaine de Noble est située dans le comté de Cleveland, dans l’Oklahoma. Lors du recensement de 2010, sa population s’élevait à 6 481 habitants.

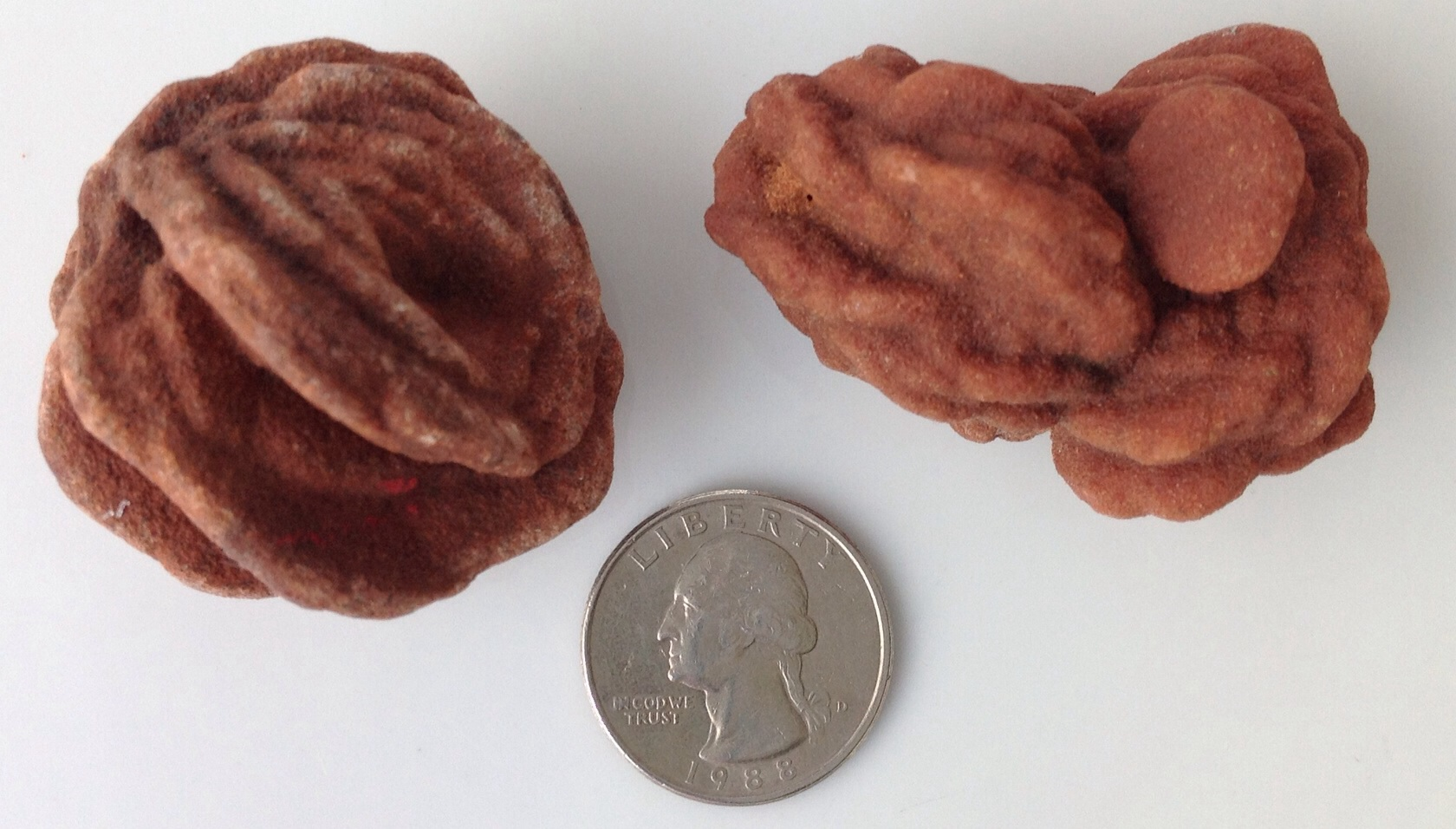
Rose des sables

## Source
- (en) Cet article est partiellement ou en totalité issu de l’article de Wikipédia en anglais intitulé « Noble, Oklahoma » (voir la liste des auteurs).